# 兵庫県オープンゴルフトーナメント
兵庫県オープンゴルフトーナメント（ひょうごけんオープンゴルフトーナメント）は1977年から開催されている男子ゴルフトーナメント。
播州信用金庫特別協賛、神戸新聞社・デイリースポーツ主催、ダンロップ協賛。

## 概要・歴史
兵庫県オープンゴルフトーナメントは、1977年11月に明石新日本ゴルフ場で第1回大会が実施され、阪神・淡路大震災などの中断を挟みながら40年開催されている。
若手プロの登竜門として、アマチュアゴルファーの育成やマナー啓発など、ゴルフの振興を目的に、地域ゴルフの祭典として開催している。
2012年には女子部門が新設され、2014年の第3回大会からは「兵庫県オープンレディース」という単独大会として開催している。
アマチュア選手は、地元・兵庫のみならず広く全国各地から、プロ選手においてもQTランク上位者など有力選手が参加する大会となっている。

## 歴代優勝者
- 1977年 - 中馬孝志
- 1978年 - 橘田光弘
- 1979年 - 橘田光弘
- 1980年 - 橘田光弘
- 1981年 - 倉本昌弘
- 1982年 - 金山和男
- 1983年 - 寺本一郎
- 1984年 - 前田新作[2]
- 1985年 - 吉川一雄
- 1986年 - 小林恵一
- 1987年 - 金山和男
- 1988年 - 高崎龍雄
- 1989年 - 金山和男
- 1990年 - 山下邦夫
- 1991年 - 奥田靖己
- 1992年 - 奥田靖己
- 1993年 - 上出裕也
- 1994年 - 金山和雄
- 1997年 - 田中題
- 1998年 - 大山雄三
- 1999年 - 杉本周作
- 2000年 - 丸山大輔
- 2001年 - 丸山大輔
- 2002年 - 中川勝弥[3]
- 2003年 - 井上信[4]
- 2005年 - 西口稔
- 2006年 - 平石武則
- 2007年 - 山下和宏
- 2008年 - 小田孔明[5]
- 2009年 - 上井邦浩
- 2010年 - リッチ・テイト[6]
- 2012年 - 松井一浩
- 2013年 - 富村真治
- 2014年 - 山下和宏
- 2015年 - 大谷俊介
- 2016年 - 岩元洋祐